# Krajowe środki płatnicze
Krajowe środki płatnicze – w rozumieniu ustawy z dnia 27 lipca 2002 r. Prawo dewizowe, krajowymi środkami płatniczymi są:
- waluta polska (znaki pieniężne – banknoty i monety – będące w kraju prawnym środkiem płatniczym, a także wycofane z obiegu, lecz podlegające wymianie)
- Papiery wartościowe i inne dokumenty pełniące funkcje środka płatniczego wystawione w walucie polskiej.